# فوجيان سترجيونز
فوجيان سترجيونز (بالصينية: 福建浔兴篮球俱乐部) هو فريق كرة سلة صيني تأسس في سنة 1999 يقع في فوجيان، تشوانتشو، الصين. يلعب في الرابطة الصينية لكرة السلة.

## أبرز اللاعبين
- وانغ جيلين